# Bloomfield (Pensilvania)
Bloomfield es un borough ubicado en el condado de Perry en el estado estadounidense de Pensilvania. En el año 2000 tenía una población de 1.077 habitantes y una densidad poblacional de 770.1 personas por km².

## Geografía
Bloomfield se encuentra ubicado en las coordenadas 40°25′06″N 77°11′18″O / 40.41833, -77.18833.

## Demografía
Según la Oficina del Censo en 2000 los ingresos medios por hogar en la localidad eran de $39,018 y los ingresos medios por familia eran $47,500. Los hombres tenían unos ingresos medios de $30,781 frente a los $24,286 para las mujeres. La renta per cápita para la localidad era de $17,168. Alrededor del 7.6% de la población estaba por debajo del umbral de pobreza.